# Gökçehüyük, Seydişehir
Gökçehüyük là một xã thuộc huyện Seydişehir, tỉnh Konya, Thổ Nhĩ Kỳ. Dân số thời điểm năm 2011 là 333 người.